# Рејвенвуд (Мисури)
Рејвенвуд (енгл. Ravenwood) град је у америчкој савезној држави Мисури.

## Демографија
По попису из 2010. године број становника је 440, што је 8 (-1,8%) становника мање него 2000. године.
| Група             | 2000.       | 2010.       |
| Белци             | 442 (98,7%) | 437 (99,3%) |
| Афроамериканци    | 0 (0,0%)    | 1 (0,2%)    |
| Азијати           | 1 (0,2%)    | 0 (0,0%)    |
| Хиспаноамериканци | 0 (0,0%)    | 1 (0,2%)    |
| Укупно            | 448         | 440         |